# Eustathes flava
Eustathes flava är en skalbaggsart som beskrevs av Newman 1842. Eustathes flava ingår i släktet Eustathes och familjen långhorningar.
Artens utbredningsområde är:
- Filippinerna.
- Sulawesi.

Inga underarter finns listade i Catalogue of Life.